# Panorpa flavicorporis
Panorpa flavicorporis är en näbbsländeart som beskrevs av Cheng 1957. Panorpa flavicorporis ingår i släktet Panorpa och familjen skorpionsländor. Inga underarter finns listade i Catalogue of Life.